# Goniocraspedon
Goniocraspedon là một chi bướm đêm thuộc họ Erebidae.

## Các loài
- Goniocraspedon mistura Swinhoe, 1891
- Goniocraspedon subdentata Schaus, 1911